# Liste der Kulturgüter in Kappel SO
Die Liste der Kulturgüter in Kappel SO enthält alle Objekte in der Gemeinde Kappel im Kanton Solothurn, die gemäss der Haager Konvention zum Schutz von Kulturgut bei bewaffneten Konflikten, dem Bundesgesetz vom 20. Juni 2014 über den Schutz der Kulturgüter bei bewaffneten Konflikten sowie der Verordnung vom 29. Oktober 2014 über den Schutz der Kulturgüter bei bewaffneten Konflikten unter Schutz stehen.
Objekte der Kategorie A sind im Gemeindegebiet nicht ausgewiesen, Objekte der Kategorie B sind vollständig in der Liste enthalten, Objekte der Kategorie C fehlen zurzeit (Stand: 1. Januar 2023).

## Kulturgüter
| Foto |                                                                                   | Objekt                                          | Kat. | Typ | Standort                            | Beschreibung |
| ---- | --------------------------------------------------------------------------------- | ----------------------------------------------- | ---- | --- | ----------------------------------- | ------------ |
| ja   | Datei hochladen · Wikidata zu Pfarrhof (Q29880895)                                | Pfarrhof KGS-Nr.: 04573                         | B    | G   | Mittelgäustrasse 31 630947 / 241606 |              |
| BW   | Datei hochladen · Wikidata zu Landgasthof Kreuz (Q29880892)                       | Landgasthof Kreuz KGS-Nr.: 13543                | B    | G   | Mittelgäustrasse 20 630813 / 241462 |              |
| BW   | Datei hochladen · Wikidata zu Speicher in Kappel SO (Q29880897)                   | Speicher KGS-Nr.: 13975                         | B    | G   | Dorfstrasse 35a 631053 / 241973     |              |
| BW   | Datei hochladen · Wikidata zu Speicher (Q29880898)                                | Speicher KGS-Nr.: 13976                         | B    | G   | Dorfstrasse 60 631077 / 241998      |              |
| BW   | Datei hochladen · Wikidata zu Ehemaliges Wohn- und Gewerbehaus (1700) (Q29880891) | Ehemaliges Wohn- und Gewerbehaus KGS-Nr.: 13977 | B    | G   | Dorfstrasse 40 631081 / 241879      |              |